# Kammarrättens hus

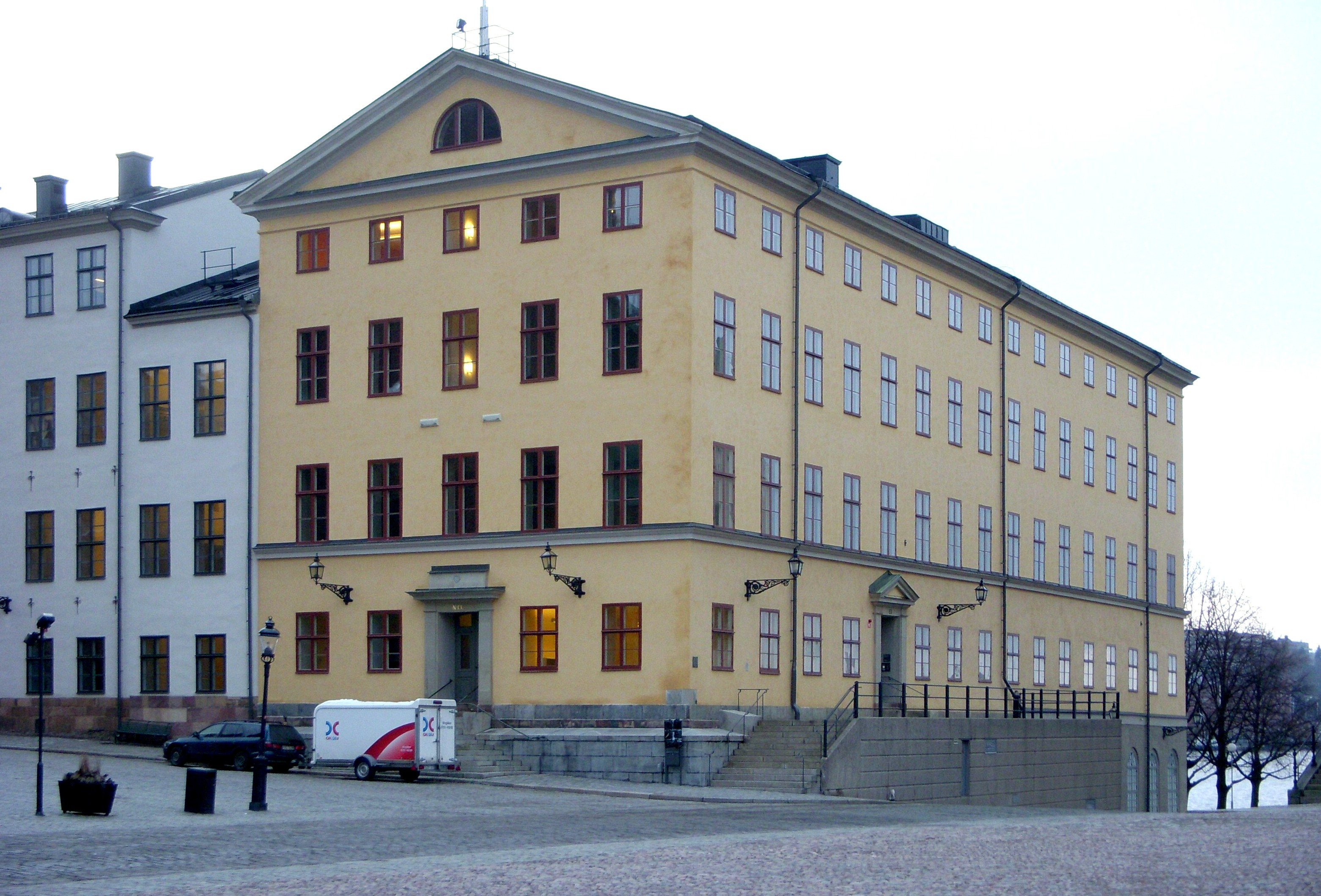
Kammarrättens fasad mot Birger jarls torg.

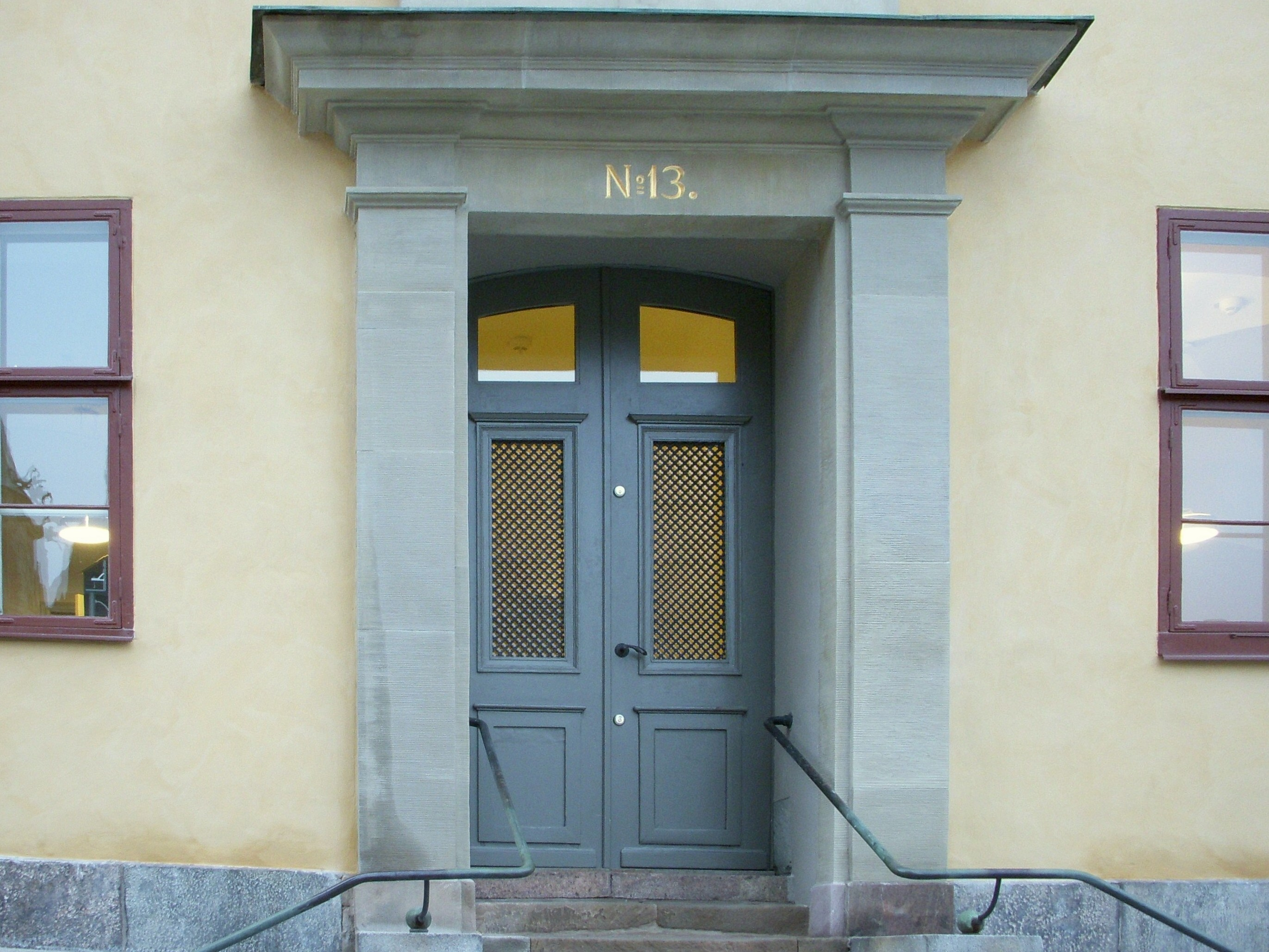
Entrén mot Birger Jarls torg.

Kammarrättens hus är en byggnad i nyklassicistisk stil vid Birger Jarls torg 13 på Riddarholmen i Stockholm. Byggnaden uppfördes 1804 för Kammarrätten i Stockholm efter Riddarholmsbranden 1802 på platsen för Kammarrättens föregående hus, det nedbrunna Cruuska palatset.
Arkitekter var Fredrik Blom och Carl Fredrik Bouck som redan från början utformade byggnaden för kontorsverksamhet med arbetsrum längs en korridor och med brandsäkra valv för arkiv. Huset är sammanbyggt med Sparreska palatset, och gränsar i norr till Wrangelska palatset.
Under åren 1806-1969 förvarades Kammararkivet här. Arkivets välvda rum sträckte sig genom två våningar och lokalerna var de första som hade specialritats för arkivändamål. Byggnaden disponeras sedan 2011 av Högsta förvaltningsdomstolen.